# Dombrot-le-Sec
Dombrot-le-Sec – miejscowość i gmina we Francji, w regionie Grand Est, w departamencie Wogezy.
Według danych na rok 1990 gminę zamieszkiwało 409 osób, a gęstość zaludnienia wynosiła 22 osób/km² (wśród 2335 gmin Lotaryngii Dombrot-le-Sec plasuje się na 656. miejscu pod względem liczby ludności, natomiast pod względem powierzchni na miejscu 214.).